# Pernille Stokholm Bøg
 Der er for få eller ingen kildehenvisninger i denne artikel, hvilket er et problem. Du kan hjælpe ved at angive troværdige kilder til de påstande, som fremføres i artiklen.

Pernille Stokholm Bøg (født 1975) er uddannet cand.mag. i dansk og teatervidenskab. Hun er teateranmelder og har siden 2008 været medlem af Reumert-juryen, som uddeler Årets Reumert. Siden 2010 har hun været kommunikationschef i PwC.
Pernille Stokholm Bøg har gennem årene fungeret som teaterskribent og -anmelder ved en række danske medier og dagblade bl.a. Teater1, Urban og senest ved Politiken siden 2010. Hun var ligeledes tilknyttet som konsulent ved Teaterudvalgets rapport om fremtidens teater, 2010.
Pernille Stokholm Bøgs kandidatafhandling: Drama på Drengen – en undersøgelse af en dramaturgisk læsestrategi eksemplificeret ved Erling Jepsens dramatiske forfatterskab er udgivet efter opfordring fra Københavns Universitet og optaget i antologien Klangbund for Drama.